# Cypripedium fasciculatum
Cypripedium fasciculatum es un miembro del género Cypripedium dentro de la familia Orchidaceae. Los miembros de este género se conocen comúnmente como las orquídeas "Lady's Slipper" (zapatillas de dama). 

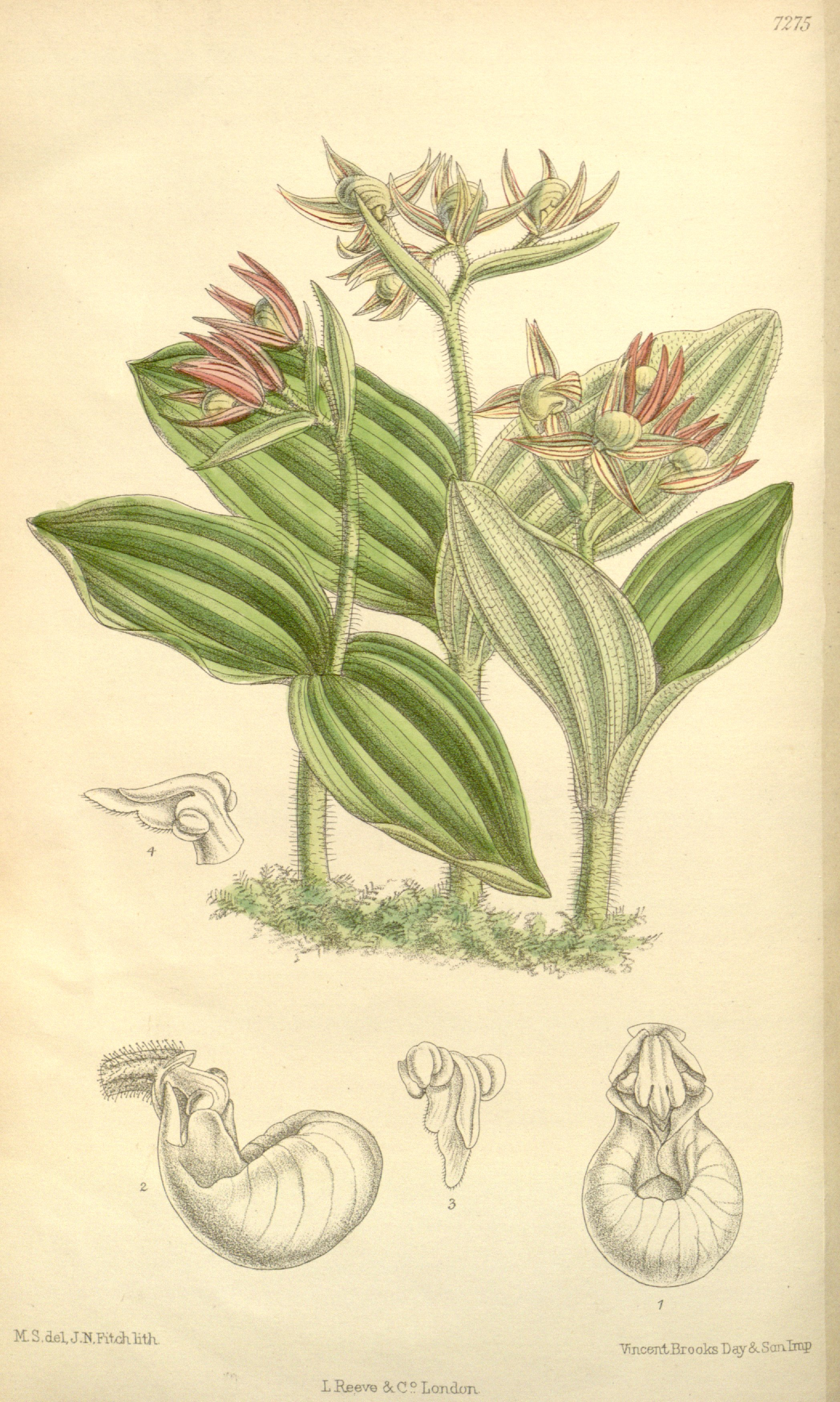
Ilustración

La C. fasciculatum, junto con C. montanum y C. californicum, son los únicos miembros del género Cypripedium que son endémicos del oeste de Norteamérica.

## Descripción
La C. fasciculatum tiene dos hojas terminadas en pico que generalmente se encuentran saliendo cerca del suelo, pero que se elevan unos 15 cm. En el extremo del tallo, se encuentran hasta cuatro flores colgando; a veces apoyándose sobre las hojas o incluso descansando sobre el mismo suelo. The pétalos y sépalos presentan un color verdoso a púrpura marronáceo, mientras que el saco es amarillo verdoso con rayas purpúreas cerca de su apertura. 

## Hábitat
La C. fasciculatum se encuentra por la zona oeste de los EE. UU. en Washington, Oregón, California, Colorado, Montana, Idaho, Utah, y Wyoming. Normalmente se encuentran en bosques frescos y abiertos de coníferas.

## Taxonomía
Cypripedium fasciculatum fue descrita por Kellogg ex S.Watson y publicado en Proceedings of the American Academy of Arts and Sciences 17: 380. 1882.
Etimología
El nombre del género viene de « Cypris », Venus, y de "pedilon" = "zapato" o "zapatilla" en referencia a su labelo inflado en forma de zapatilla.
fasciculatus: epíteto latino que significa "con bandas".
Sinonimia
- Cypripedium fasciculatum var. pusillum (Rolfe) Hook.f.
- Cypripedium knightae A.Nelson
- Cypripedium pusillum Rolfe
- Cypripedium wilsonii Rolfe[3][4]

## Nombres comunes
- Español: Zapatilla de dama marrón